# Bhanpura
Bhanpura è una suddivisione dell'India, classificata come nagar panchayat, di 16.493 abitanti, situata nel distretto di Mandsaur, nello stato federato del Madhya Pradesh. In base al numero di abitanti la città rientra nella classe IV (da 10.000 a 19.999 persone).

## Geografia fisica
La città è situata a 24° 31' 0 N e 75° 43' 60 E e ha un'altitudine di 383 m s.l.m..

## Società

### Evoluzione demografica
Al censimento del 2001 la popolazione di Bhanpura assommava a 16.493 persone, delle quali 8.387 maschi e 8.106 femmine. I bambini di età inferiore o uguale ai sei anni assommavano a 2.207, dei quali 1.137 maschi e 1.070 femmine. Infine, coloro che erano in grado di saper almeno leggere e scrivere erano 11.588, dei quali 6.672 maschi e 4.916 femmine.